# Ramal da Lousã
O Ramal da Lousã, igualmente conhecido como Linha de Arganil, é um troço ferroviário encerrado de bitola ibérica, que ligava a Estação Ferroviária de Coimbra-B, na Linha do Norte, à Lousã, passando pela Estação Ferroviária de Coimbra-A, no centro da cidade de Coimbra, em Portugal. Foi inaugurado pela Companhia Real dos Caminhos de Ferro Portugueses, com o nome de Ramal de Coimbra, em 18 de Outubro de 1885, tendo sido prolongada até à Lousã em 16 de Dezembro de 1906, e a Serpins em 10 de Agosto de 1930. O lanço entre Coimbra-A e a Lousã foi encerrado em 2010, enquanto o tramo restante, entre Coimbra-B e Coimbra-A, foi encerrado em 12 de Janeiro de 2025.
Na década de 1990 foi apresentado o projeto do Metro Mondego, que defendia a transformação do Ramal da Lousã numa linha de metropolitano ligeiro de superfície. Para se fazer essa conversão, o tráfego ferroviário no lanço além de Coimbra foi encerrado em duas fases, primeiro no troço de Miranda do Corvo a Serpins em 1 de Dezembro de 2009, e depois entre Coimbra e Miranda do Corvo em 4 de Janeiro de 2010. Na sequência deste encerramento, os comboios foram substituídos por um serviço de autocarros. O troço inicial do ramal, entre Coimbra-B e Coimbra, não chegou a ser fechado, pelo que a cidade voltou a ser o terminal provisório do Ramal da Lousã. As obras do Metro Mondego chegaram a iniciar-se, mas devido aos efeitos da Grande Recessão e da crise financeira portuguesa de 2010–14, acabaram por ser suspensas. Em 2017, o governo português reformulou por completo o projeto do Metro Mondego (que foi renomeado para Sistema de Mobilidade do Mondego): foi abandonada a ideia do metro ligeiro e optou-se por instalar um sistema de autocarros no canal do que seriam as linhas de metro. Em Dezembro de 2018, previa-se que o tráfego ferroviário entre Coimbra-B e Coimbra fosse encerrado em finais de 2020, e que em 2021 fosse entrar em funcionamento um sistema de autocarros elétricos a circular ao longo do canal do Ramal da Lousã.
Na sua extensão total, o Ramal da Lousã atingia os 36,889 quilómetros.

## Caracterização

### Via
O Ramal da Lousã utiliza via larga, atingindo, na sua extensão máxima, de Coimbra-B a Serpins, um comprimento de 36,706 Km. O troço ao serviço, de Coimbra-B a Coimbra, tem uma extensão de 1,669 Km. Utiliza em toda a sua extensão via única, excepto nas estações.

### Pontes
| Nome     | Cruza       | Extensão  | Construção |
| -------- | ----------- | --------- | ---------- |
| Portela  | Rio Mondego | 202 0 m   | 1906       |
| Ceira    | Rio Ceira   | 060 0 m   | 1906       |
| Dueça 1  | Rio Corvo   | 026,50 m  | 1906       |
| Dueça 2  | Rio Corvo   | 026,50 m  | 1906       |
| Trémoa   |             | 026,50 m  | 1906       |
| Dueça 3  | Rio Corvo   | 041,50 m  | 1906       |
| Dueça 4  | Rio Corvo   | 041,50 m  | 1906       |
| São João |             | 021,450 m |            |
| Serpins  |             | 160,860 m | 1929       |

### Material circulante
Um dos principais elementos de material circulante que asseguraram os serviços nesta ligação foram as automotoras da Série 0300. Também prestaram serviços no ramal as automotoras da Série 0750, e as locotractoras da Série 1100. O material circulante utilizado nos últimos anos entre Coimbra e a Lousã foi composto pelas automotoras das Séries 0450 e Série 0350. Antes do fecho da linha entre Coimbra-B e Coimbra-A circulavam apenas automotoras da Série 2240.

## História

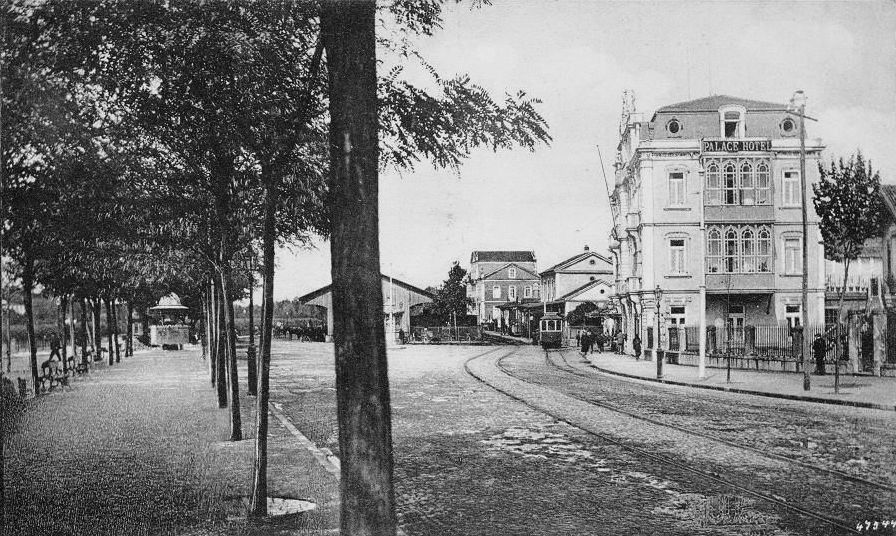
Ao fundo nesta foto, para lá dos hoteis de avenida, a estação original de Coimbra, de piso único e arquitetura modesta.

### Construção do Ramal de Coimbra
Uma lei publicada em 26 de Janeiro de 1876, ordenou que a Linha da Beira Alta deveria começar na Estação de Coimbra na Linha do Norte e terminar na fronteira com Espanha, passando por Santa Comba Dão. No entanto, surgiram vários problemas com este projecto, e uma lei de 23 de Março de 1878, alterou o local de entroncamento para a Pampilhosa. Desta forma, Coimbra perdeu a ligação directa à Linha da Beira Alta, pelo que, para compensar a cidade, a companhia construtora deveria instalar uma nova ligação ferroviária até ao centro, que também deveria ser um entreposto fluvial, para as mercadorias da Beira poderem seguir o Rio Mondego até ao Porto da Figueira da Foz. No entanto, em 1882 esta obra ainda não se tinha sequer iniciado, devido a conflitos entre a Companhia dos Caminhos de Ferro Portugueses da Beira Alta e o estado português, por este ter autorizado, por uma lei de 2 de Maio desse ano, a Companhia Real dos Caminhos de Ferro Portugueses a construir a Linha do Leste, cuja operação iria prejudicar os interesses da Companhia da Beira Alta. Os direitos para a construção e gestão do ramal foram, assim, passados para a Companhia Real em 1883, que o inaugurou em 18 de Outubro de 1885, com o nome de Ramal de Coimbra. No entanto, a construção deste ramal foi duramente criticada, pois previa-se que iria prejudicar o desenvolvimento urbano na margem do rio, e por condenar a futura continuação até à Lousã a um traçado menos racional.

### Formação da Companhia do Mondego
Já na década de 1870 que tinha surgido um projecto para um caminho de ferro de Coimbra a Arganil, servindo a Lousã. Esta vila era um local obrigatório de passagem, devido, entre outros motivos, à presença da importante unidade industrial de papel do Prado. Os direitos de construção e gestão de uma ligação ferroviária entre Coimbra e Arganil foram atribuídos à Companhia do Caminho de Ferro do Mondego, pelos alvarás régios de 10 de Setembro de 1887 e 8 de Novembro de 1888; o primeiro firmou uma bitola de 1 metro para este caminho de ferro, tendo o segundo alterado a bitola para 1,67 metros. Ficou igualmente estabelecido que a linha deveria estar totalmente construída dois anos após a aprovação do projecto. A Companhia foi formada oficialmente em 12 de Novembro de 1888, enquanto que o projecto definitivo para esta linha foi aprovado por por uma portaria de 11 de Janeiro do ano seguinte. A alteração de bitola foi criticada, pois previa-se que a utilização de via larga iria tornar a construção mais difícil e dispendiosa, especialmente no troço da Lousã a Arganil. Em 22 de Fevereiro de 1889, foi assinada uma escritura entre a Companhia do Mondego e Eugène Beraud, para a construção da linha.

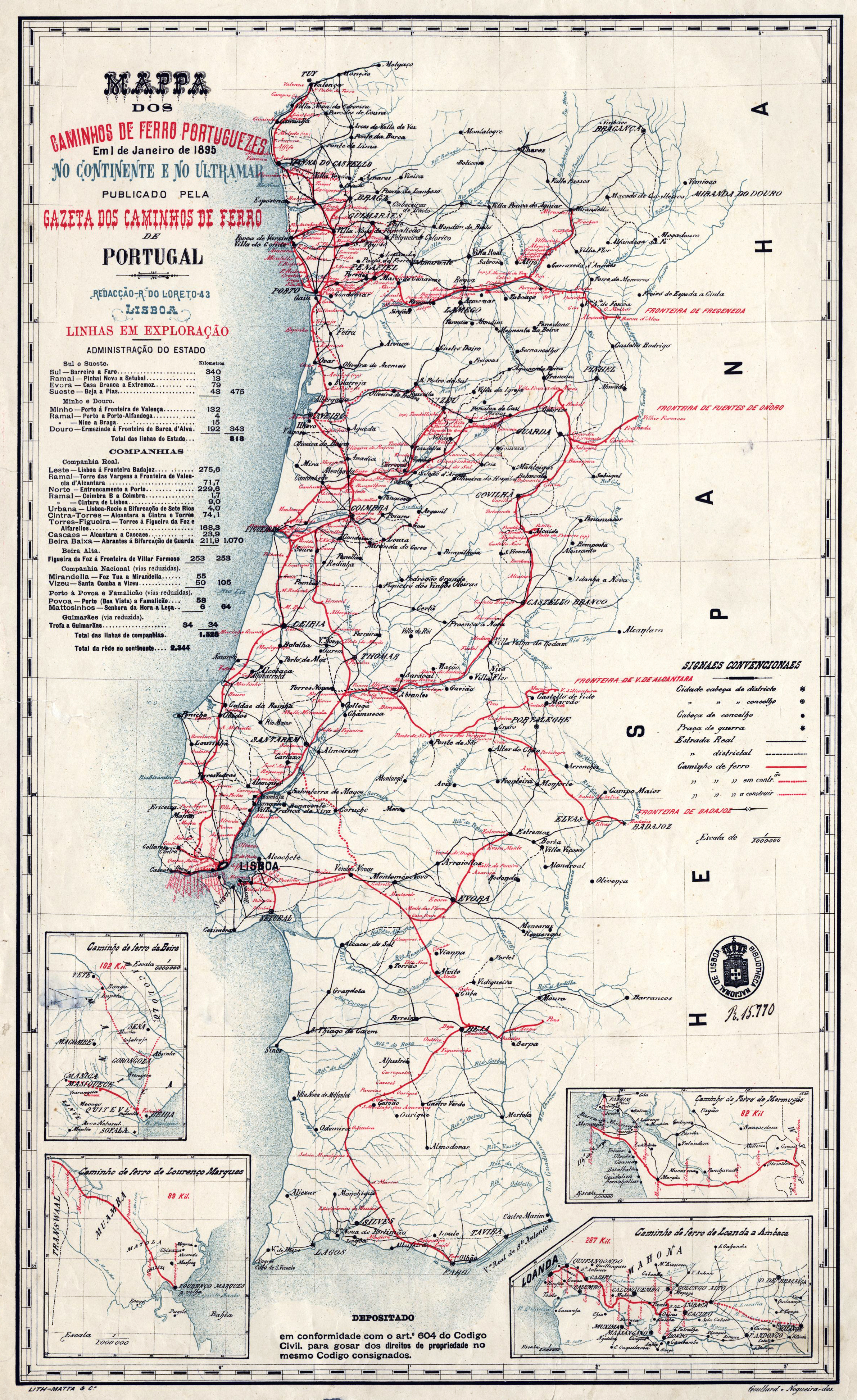
Mapa dos caminhos de ferro em Portugal em 1895, vendo-se, a tracejado, o projecto de Coimbra a Arganil.

### Falência da Companhia do Mondego

#### Primeira fase
Desde o princípio das obras que existiram conflitos contra os habitantes e a imprensa de Coimbra, que contestaram o percurso original, pelo Vale de Coselhas. O traçado alternativo, pelo centro da cidade, também levantou protestos, uma vez que se previa um grande aumento do trânsito nas artérias atravessadas pela linha.
Estas disputas resultaram em vários atrasos na construção, e, consequentemente, de prejuízos para a empresa, pelo que, quando surgiu uma crise económica, a situação financeira da Companhia deteriorou-se a ponto dos trabalhos terem de ser interrompidos, quando já se encontravam bastante avançados, na primeira secção. Outra razão apontada para a suspensão das obras prendeu-se com os vários conflitos que a Companhia tinha com o empreiteiro. Nessa altura, já tinham sido gastos mais de um milhão de réis na construção. Em 24 de Outubro de 1895, o Tribunal do Comércio de Lisboa concedeu à Companhia a cessação de pagamentos, como tinha sido requerido.
A Companhia do Mondego requereu ao governo, por diversas vezes, o adiamento do prazo para a conclusão deste caminho de ferro, o que lhe foi concedido, após um parecer positivo da Junta Consultiva de Obras Públicas e Minas; o último prazo foi fixado em 31 de Outubro de 1896, mas com a condição da Companhia realizar algumas reparações no troço já construído, e modificações nas vias públicas. A Companhia entrou, no entanto, em falência no dia 18 de Fevereiro de 1897, por sentença do Tribunal do Comércio; ao abrigo da lei de 9 de Novembro de 1893, esta empresa passou a ser dirigida por um conselho fiscal, formado por representantes dos credores, do Governo e da própria Companhia.
Desde a tomada de posse que o conselho fiscal tentou chegar a um acordo com o empreiteiro, a Companhia Real dos Caminhos de Ferro Portugueses e os credores. Em 15 de Fevereiro de 1901, a Companhia do Mondego fez uma proposta de contrato provisório com a Companhia Real, para a construção da linha de Coimbra à Lousã e a sua exploração durante 25 anos. Seguiram-se várias negociações, mas sem chegar a acordo, motivo pelo qual a Companhia do Mondego foi obrigada a suspender os pagamentos e entrar novamente em falência.
Em 1902, o conselho fiscal solicitou o apoio do chefe do Partido Progressista, José Luciano de Castro, para obter uma rápida deliberação do governo sobre os projectos que estavam a ser discutidos para a conclusão desta ligação ferroviária. Nesse ano, as obras ainda se encontravam suspensas, e as infra-estruturas estavam a começar a degradar-se.

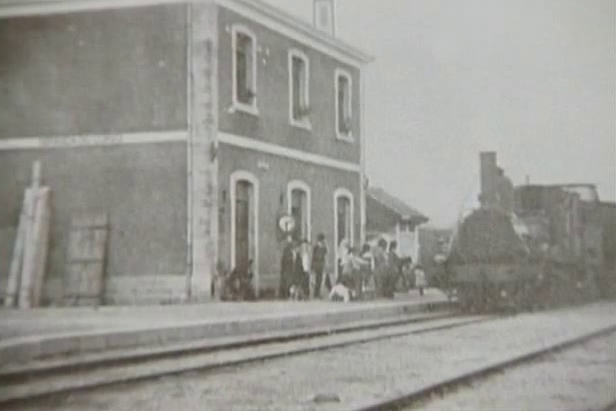
Estação de Miranda do Corvo, nos primeiros anos.

#### Segunda fase
Em Março de 1903, já tinha sido acordado, entre a Companhia Real dos Caminhos de Ferro Portugueses e a Companhia do Caminho de Ferro do Mondego, que a exploração da linha seria entregue à Companhia Real, depois de ter sido construída; previa-se, assim, que as obras seriam brevemente retomadas.
Após várias tentativas de acordo com o conselho fiscal, chegou-se finalmente a uma solução: a Companhia do Mondego iria emitir 350 mil réis nominais de obrigações de 5%, amortizáveis num prazo de 25 anos, e aplicar o produto desta emissão nas obras de conclusão da primeira secção da linha, no pagamento de várias despesas urgentes, e na aquisição de materiais para o empreiteiro. Por seu lado, a Companhia Real iria explorar a linha por 25 anos, recebendo, pelo serviço de exploração, 500$000 réis por ano e quilómetro, e o empreiteiro iria entregar os materiais existentes. Para garantir a colocação das obrigações, o conselho fiscal solicitou uma garantia inferior a 3%, pelo que levou um projecto de lei à Câmara dos Deputados. Este projecto de lei foi apresentado pelo Ministro das Obras Públicas, e votado, com uma ligeira alteração, na sessão nocturna da Câmara dos Deputados de 11 de Maio de 1903. Este diploma tinha como propósito autorizar o governo a adiantar, anualmente, 10:500$000 réis à Companhia do Mondego, pelo Fundo Especial de Caminhos de Ferro, montante que era necessário para, em conjunto com o rendimento líquido da exploração do Caminho de Ferro de Coimbra a Arganil, alcançar a quantia de 24:883$375 réis, correspondente à anuidade necessária para o juro de 5% e a amortização, em 25 anos, de um empréstimo de 250:000$000 réis em obrigações, a serem emitidas pela Companhia. No entanto, ao subsídio teriam de ser retirados os impostos de selo e de trânsito, avaliados em cerca de 2:000$000 réis por ano, reduzindo o valor para 8:500$000 réis.
Este processo era indispensável para concluir a construção da linha, e tornar definitivo o contrato anterior, realizado com a Companhia Real. Quando o rendimento quilométrico da linha se apresentasse superior a 1:327$758 réis, o governo deixaria de auxiliar a Companhia, uma vez que a partir desse valor já se assumiria que teria rendimentos próprios para assegurar os encargos, e quando atingisse um valor superior à anuidade das obrigações, começaria a reembolsar o Estado pelas quantias entregues, com um juro de 5%.
Em 22 de Novembro de 1904, foi assinado um novo contrato com a Companhia Real, passando esta empresa a construir e explorar a linha.
Em 3 de Fevereiro de 1905, foi aprovado o projecto para a variante de Coimbra, datado de 30 de Setembro de 1904; em 1 de Abril de 1905, o Ministério das Obras Públicas declarou de utilidade pública várias parcelas de terreno nas freguesias de São Cristóvão e São Bartolomeu, para a execução deste projecto.

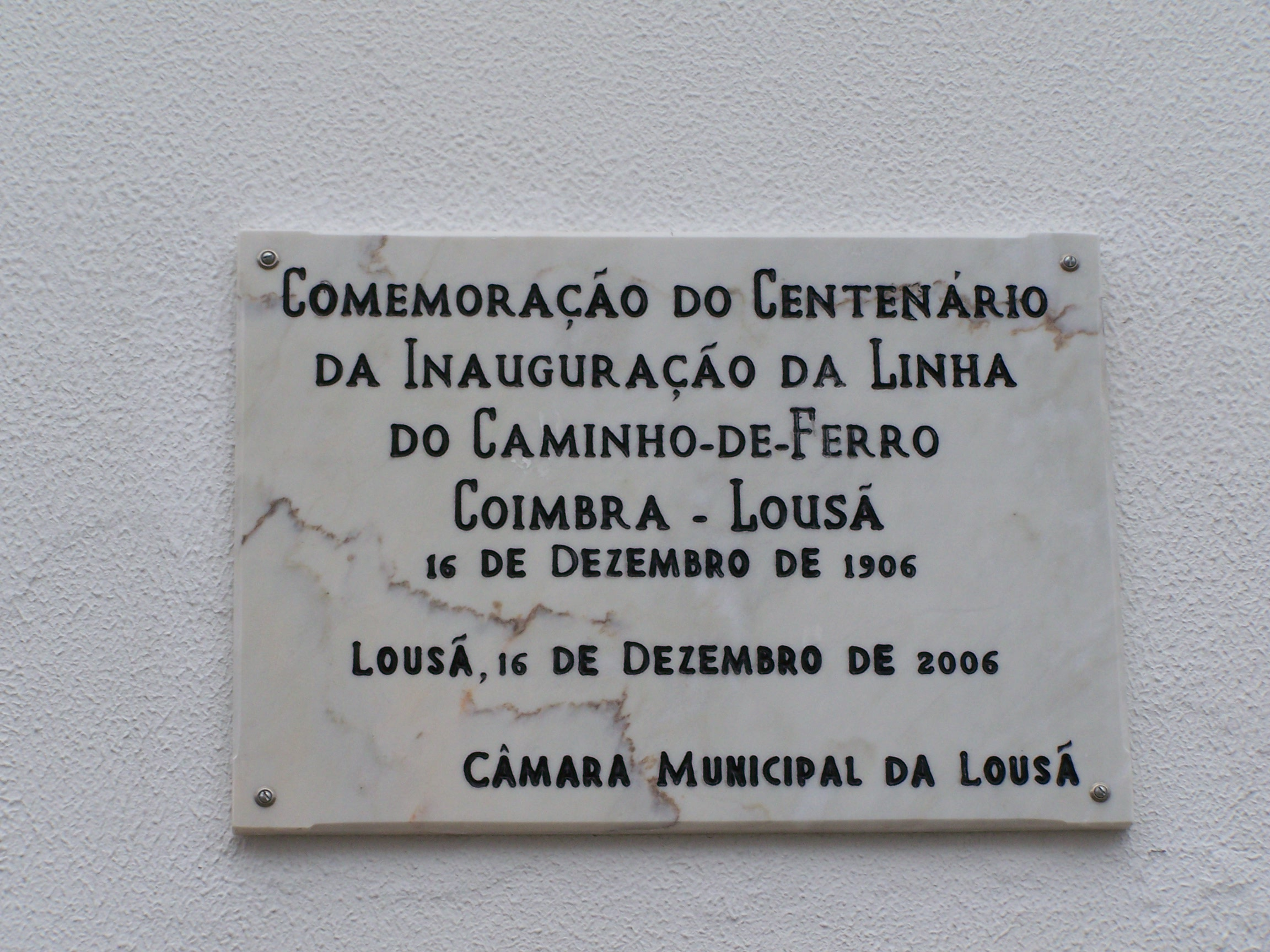
Placa comemorativa da inauguração da Estação de Lousã, em 1906.

### Inauguração da linha até à Lousã
Em Março do ano seguinte, as obras já tinham sido retomadas, estando em construção os troços junto a Portela, Carroulo e Treniva, e estava-se a trabalhar na ligação entre a ponte da Portela e o viaduto de passagem para as Torres. Em Agosto, já se tinha iniciado a extracção de areia do Rio Mondego, para ser utilizada nos trabalhos de balastragem, e já tinham começado as obras na estrada da Beira.
A abertura à exploração até à Lousã foi realizada no dia 16 de Dezembro de 1906, pela Companhia Real.
A abertura da linha férrea até Lousã teve um grande impacto na vila, tendo sido um dos factores mais importantes para o seu desenvolvimento.

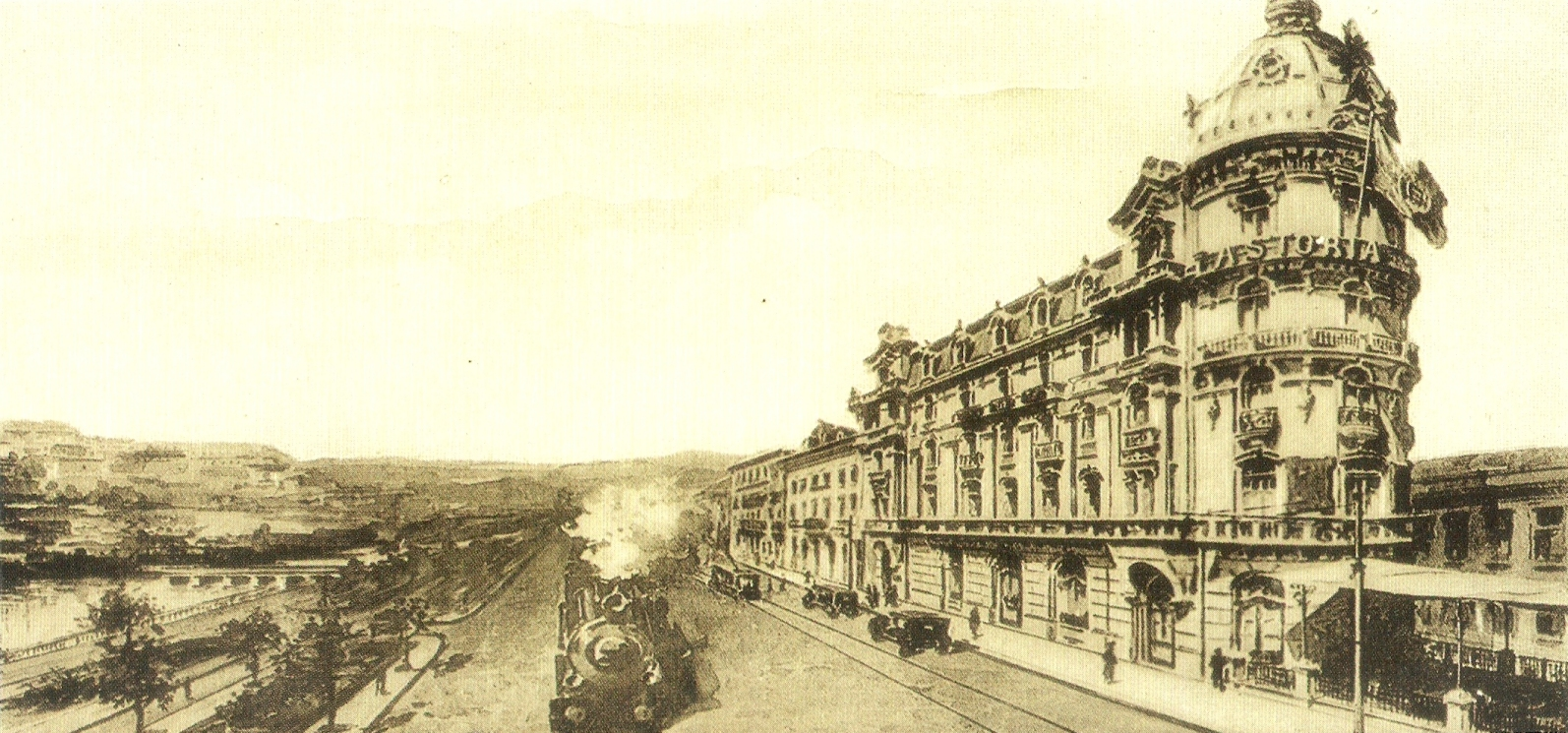
Comboio no Ramal da Lousã, a circular pela Avenida Emídio Navarro junto ao Hotel Astória, em 1924.

### Troço entre Lousã e Serpins
O Decreto 8:910, publicado pelo Ministério do Comércio e Comunicações em 8 de Junho de 1923, concedeu à Companhia do Caminho de Ferro do Mondego uma garantia de juro de 7%, para a emissão de um empréstimo, e respectiva amortização, para construir o então denominado Caminho de Ferro de Lousã a Arganil. Este documento também estabeleceu que, após a abertura, a exploração deveria ser feita pela Companhia dos Caminhos de Ferro Portugueses, e a construção deveria ser feita em duas secções, sendo a primeira entre a Estação da Lousã e a margem esquerda do Rio Ceira, junto à Estrada Distrital n.º 106, e a segunda secção, desde este ponto, até Arganil.
A construção iniciou-se na Lousã, em Agosto de 1924, e em Julho de 1926 ainda estava em construção o lanço entre Lousã e Góis. Em Setembro, esperava-se que a linha chegasse à margem esquerda do Rio Ceira em meados do ano seguinte, e em Novembro, foi aprovado o projecto de construção da Ponte de Serpins, sobre o Rio Ceira.
No entanto, o elevado custo de construção em via larga, superior aos recursos disponíveis, não permitiu que a linha chegasse a Góis, até 1926, pelo que se voltou a considerar a modificação das vias para bitola métrica. O decreto 14:775, de 19 de Novembro de 1927, aprovou a alteração da bitola de via, nas linhas que já existiam, para um metro, sem interromper a circulação, e a utilizar esta bitola nas linhas que iriam ser construídas. Este documento também autorizou a Companhia a continuar a linha, de Arganil até Santa Comba Dão. Esta directriz já tinha sido delineada no Plano da Rede na Bacia Hidrográfica do Mondego, com a Linha de Arganil a entroncar na Estação de Santa Comba Dão.
Um relatório da Comissão Superior de Caminhos de Ferro do Ministério da Guerra, que foi uma das bases para a publicação do Plano Geral da Rede Ferroviária, publicado pelo Decreto 18:190, de 28 de Março de 1930, aconselhou a utilização de bitola larga nos troços de Tomar a Miranda do Corvo, e de Coimbra a Santa Comba Dão pela Lousã e Arganil, devido à funções que poderia ter na defesa do país; devido ao então preocupante panorama político que alastrava na Europa, não se podia colocar de parte a hipótese de Portugal ser invadido, motivo pelo qual existia a preocupação de manter um sistema de defesa eficaz, no qual os caminhos de ferro formavam um componente indispensável. Por outro lado, o relatório do Conselho Superior de Caminhos de Ferro, que também contribuiu para o Plano, optava pelo uso de via estreita naquelas ligações. Outro traçado sugerido pelos militares ligava, por via larga, o Peso da Régua ao Entroncamento, passando por Lamego, Viseu, Mangualde, Gouveia, Arganil e Tomar. O governo atrasou, no entanto, a sua decisão, esperando primeiro pelo resultado de vários estudos, que deviam ser levados a cabo tão cedo quanto possível; por outro lado, também reconheceu a importância da projectada continuação de Arganil, por Espariz, a Gouveia e Viseu, de forma a ligar aquelas localidades ao Porto da Figueira da Foz. Desta forma, a Linha de Arganil foi classificada sem bitola definida no Decreto 18:190; o facto de não ter havido uma decisão definitiva sobre a bitola a utilizar resultou em atrasos consideráveis do processo de continuação da linha até Arganil.
A abertura à exploração até Serpins foi realizada em 10 de Agosto de 1930, utilizando bitola ibérica. Em 1931, foi inaugurada a nova estação de Coimbra-A.
Em 19 de Maio de 1933, o serviço de passageiros entre Coimbra e Serpins passou a ser feito por via rodoviária.

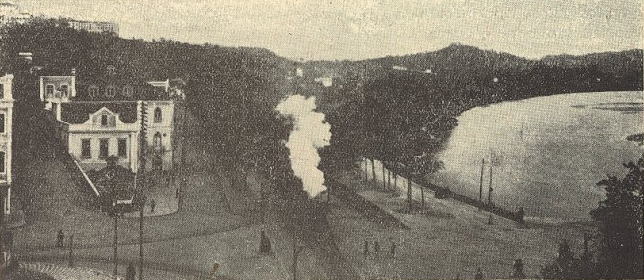
Fotografia antiga de Coimbra, com um comboio na Avenida Emídio Navarro.

### Variante de Coselhas
Como já se tinha sido previsto aquando da construção da linha, o traçado que foi seguido, pelo centro da cidade, apresentou-se como um estorvo ao elevadíssimo volume de trânsito naquela zona, especialmente na Década de 1930. Por outro lado, naquela altura começou-se a sentir a falta de infra-estruturas de exploração e gestão do material circulante, como armazéns de mercadorias e oficinas, que servissem o ramal. Para suprir esta deficiência, a Estação de Coimbra, foi ampliada, embora não tenha conseguido melhorar muito a situação, devido à falta de espaço disponível. Um terceiro ponto prendia-se com as instâncias militares, que exigiam estruturas apropriadas para o transporte em massa de tropas e material de guerra, caso fosse necessário utilizar o ramal na defesa do país. Assim, planeou-se construir uma estação central própria para o ramal, com todas as infra-estruturas necessárias à sua operação e para as então planeadas expansões e ramais, que formariam a rede ferroviária do Mondego. A localização mais provável para esta nova interface seria no Vale de Coselhas, entre as pedreiras de Ingote e o Sítio do Arco Pintado, a cerca de 500 metros de distância da Estação de Coimbra-B. A via passaria a Norte e a Este da cidade universitária, e a Sul de Tovim, entroncando com o traçado antigo junto ao Túnel da Portela.

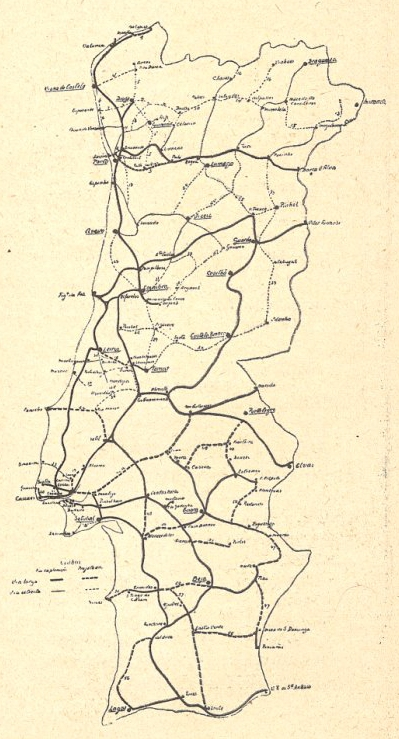
Mapa do Plano da Rede de 1930, incluindo os projectos de via estreita de Serpins até S. C. Dão, de Tomar a Miranda do Corvo, e de Aveiro a Coimbra.

### Continuação projectada até Arganil
Em 1907, foi classificada a Rede Complementar do Centro, na qual se incluía uma linha de via estreita de Arganil a Santa Comba Dão.
No Decreto 18:190, ficou definido que a Linha de Arganil ligaria a Estação de Coimbra-B a Santa Comba Dão, passando por Miranda do Corvo, Lousã, Góis, Arganil e Espariz; nesta última localidade, partiria a Linha de Gouveia, que deveria terminar em Viseu, com estações em Torrozelo, São Romão, Seia, Gouveia e Mangualde. A Linha de Arganil constituiria a espinha dorsal da rede ferroviária na zona entre os Rios Douro e Tejo, embora tivessem sido identificados alguns erros no traçado já construído.
Em Abril de 1931, uma comissão foi formada para decidir o tipo de bitola a utilizar na linha. Nos inícios de 1932, uma delegação, formada por representantes das autarquias de Arganil, Góis, Oliveira do Hospital, Santa Comba Dão e Tábua, foi recebida pelo Ministro do Comércio, Antunes Guimarães, requisitando a continuação da linha até Arganil; pediram, igualmente, para que se chegasse a uma decisão sobre o tipo de bitola a utilizar, e comprometeram-se a aceitar a bitola métrica, caso fosse mais prática e rápida de construir. Em resposta, o Ministro assegurou que iria recomendar uma maior urgência à comissão técnica que estava a estudar o assunto, mas declarou que a construção não seria para já possível, devido à magnitude da obra, superior aos recursos do Fundo Especial de Caminhos de Ferro, que tinha sido reduzido devido à diminuição do tráfego ferroviário, e que iria ser necessário para a renovação da via nalguns troços dos antigos Caminhos de Ferro do Estado. Também previu que aquele fundo iria ser brevemente aumentado, devido à melhoria da situação económica e à reorganização do transporte ferroviário.

### Século XXI
No dia 8 de Dezembro de 2000, a circulação no Ramal da Lousã foi temporariamente suspensa devido à queda de uma barreira em Tâmua, como resultado do mau tempo que atingiu o território nacional durante esse mês.
Nos princípios do Século XXI, os serviços no ramal já eram insuficientes para as necessidades das populações, devido principalmente ao material circulante já antigo, que demorava quase uma hora no percurso entre a Lousã e Coimbra. Com efeito, em Abril de 2001, a Comissão de Utentes do Ramal da Lousã emitiu um comunicado onde exigiu a modernização do Ramal da Lousã, com a electrificação do troço entre Coimbra e Serpins, a utilização de material circulante mais moderno, e o prolongamento do ramal até Góis e Arganil. Na mesma altura, o Sindicato dos Ferroviários lançou críticas contra o fim da exploração do ramal por parte da operadora Caminhos de Ferro Portugueses.

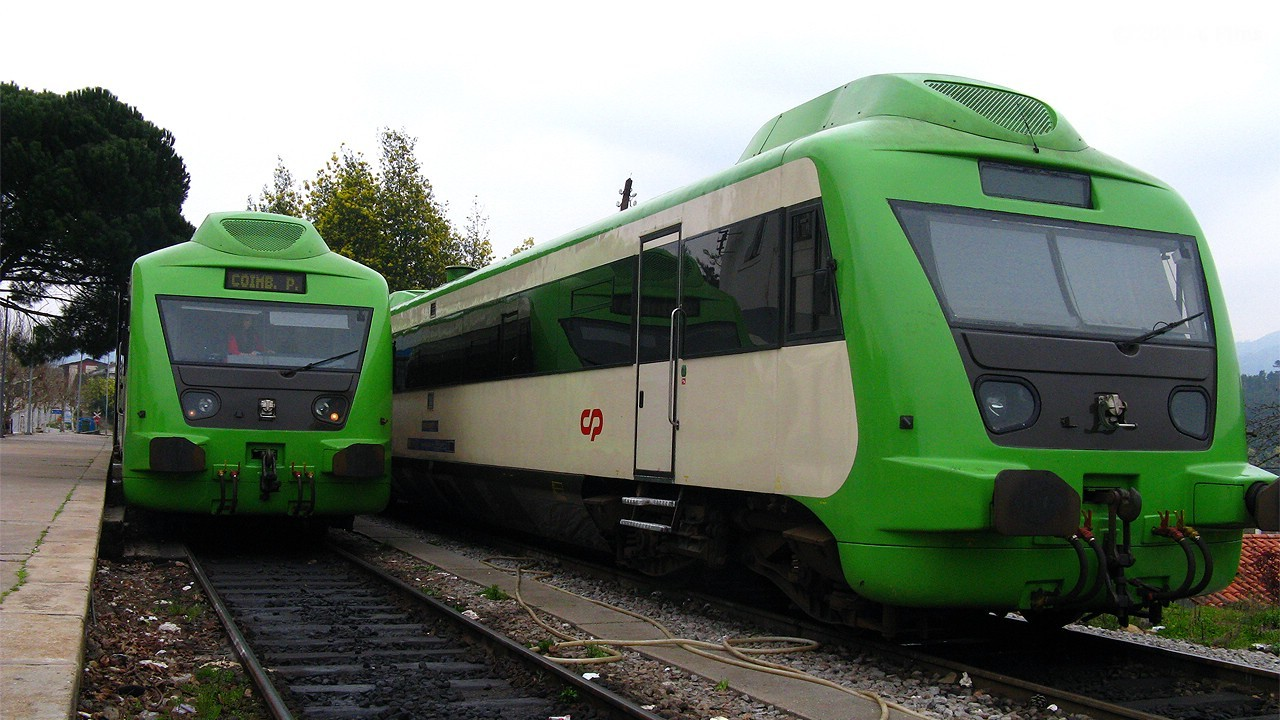
Automotoras 366 e 371, na Estação de Serpins em 2009. São do mesmo tipo do que as envolvidas no acidente da Lousã.

#### Desastre Ferroviário da Lousã
Em 4 de Abril de 2002, dois comboios colidiram na zona do Casal do Espírito Santo, provocando 5 mortos e 11 feridos. Os dois comboios envolvidos no acidente foram um serviço regular de passageiros entre Coimbra e Serpins, e uma automotora de instrução. Este foi o acidente mais grave no Ramal da Lousã, e causou polémica sobre as condições de segurança no ramal, tendo-se apurado que foi causado pela automotora de passageiros ter saído da estação da Lousã sem ter esperado pelo outro comboio. O Sindicato Nacional dos Transportes Ferroviários criticou a falta de medidas de segurança no ramal, pela inexistência de sinalização automática, enquanto que a Comissão de Utentes do Ramal da Lousã apontou o facto da estação da Lousã não estar a funcionar como principal causa do desastre. Com efeito, nessa altura a estação estava encerrada, servindo apenas como ponto de cruzamento entre comboios, sendo o transporte de passageiros feito num Apeadeiro de Lousã-A junto ao centro da vila, enquanto que a venda de bilhetes era feita num café.
Na altura do acidente da Lousã, o método de gestão do tráfego utilizado no ramal era o Regime de Exploração Simplificado, onde um ou mais postos reguladores controlam o tráfego num troço. Nas estações onde se faziam cruzamentos, eram utilizadas agulhas talonáveis, que voltam à sua posição inicial após a passagem do comboio, dispensado assim a presença de agulheiro. Este sistema era considerado arcaico, sendo então principalmente utilizado em linhas e ramais de reduzido tráfego, como as do Tua, Corgo, Tâmega e Évora. A única excepção era o do Ramal da Lousã, uma vez que apresentava um tráfego mais elevado, mais parecido com o de uma linha férrea suburbana. No caso do Ramal da Lousã, o posto estava instalado na estação de Miranda do Corvo, sensivelmente a meio do troço entre Coimbra e Serpins. Este posto, que funcionava 24 horas por dia, fazia a gestão do tráfego através de um gráfico, onde era desenhado a lápis o percurso dos comboios e onde deveriam ser feitos os cruzamentos, de acordo com os horários. Em caso de necessidade, o sistema permite gerir em segurança quaisquer alterações à circulação em relação aos horários. Em cada composição estava um chefe de comboio, que em cada estação deveria sair e telefonar para Miranda do Corvo, para pedir o avanço. Antes estas funções pertenciam aos chefes de estação, mas esta posição já não existia naquele troço, porque todas as estações já se encontravam desguarnecidas. Como o ramal é de via única, os cruzamentos só eram possíveis em Coimbra - Parque, por ser a extremidade, e nas estações de Serpins, Ceira, Miranda do Corvo e Lousã. Em caso de ocorrer algum problema, era impossível comunicar com o motorista para fazer parar o comboio.
No mesmo dia, também se verificou outro incidente no ramal, quando um comboio abalroou um automóvel numa passagem de nível sem guarda em Casal dos Rios, tendo o condutor do veículo sofrido apenas ferimentos ligeiros.
Em 14 de Novembro desse ano, um comboio de passageiros vazio descarrilou entre as duas estações de Coimbra, derrubou um poste de alta tensão e bateu contra o muro entre a via férrea e a margem do Rio Mondego. Em consequência deste acidente, o trânsito ferroviário foi temporariamente encerrado no troço entre as duas estações.

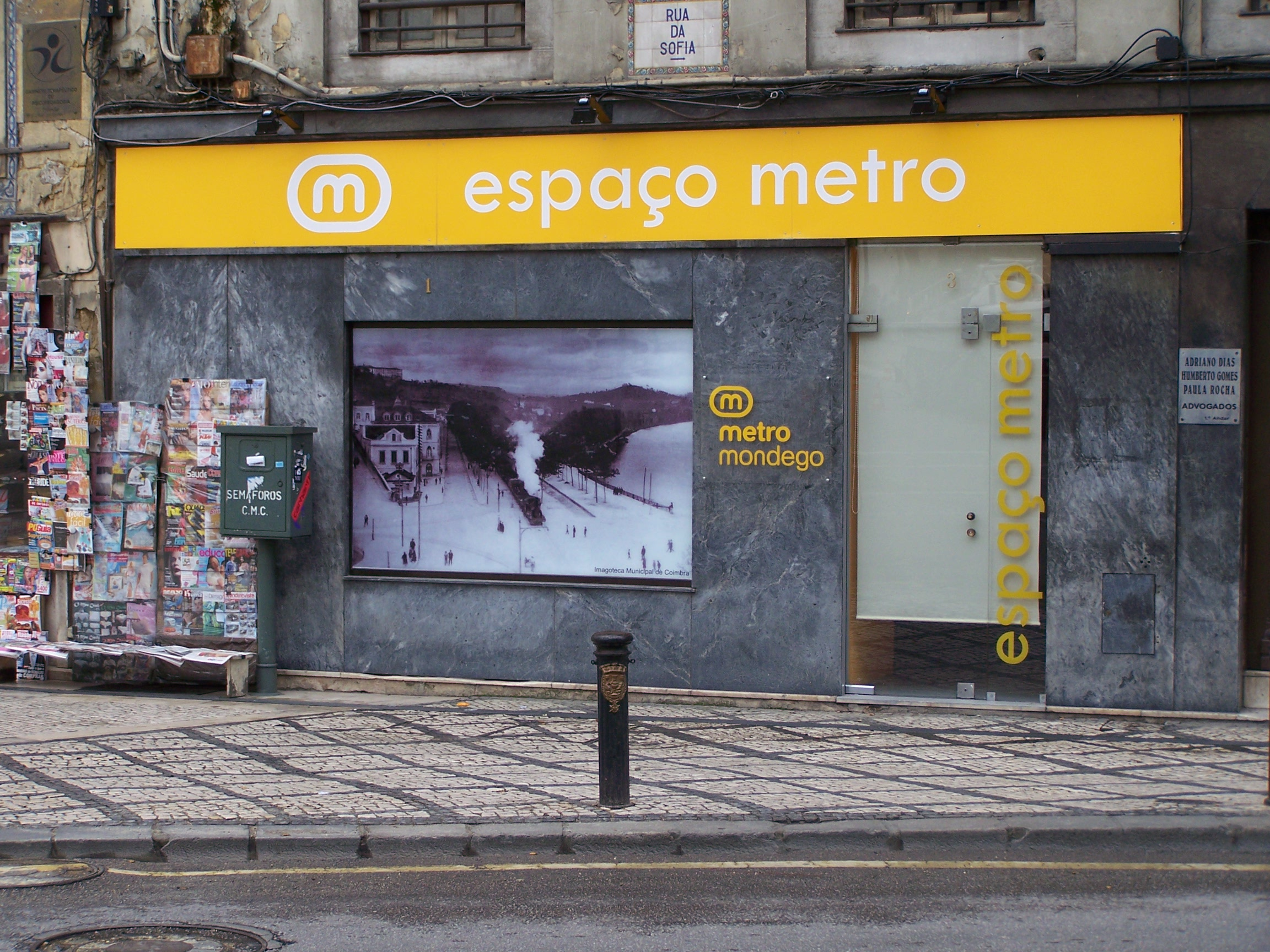
Posto de informações sobre o Metro Mondego, em Coimbra.

#### Projecto do Metro Mondego
Em 1994, iniciaram-se os primeiros compromissos políticos para a criação do Metro do Mondego. Pouco antes do acidente de 2002, foi criado o Movimento Cívico Lousã - Miranda, que criticou o projecto do metropolitano e defendeu a manutenção dos comboios pesados no ramal, opinião também partilhada pela Comissão de Utentes do Ramal da Lousã Esta opinião foi contraposta pelo Grupo de Cidadão Lousanenses, formado cerca da mesma altura, que acusou a Comissão de Utentes de não ouvir a população, e garantiu que a opinião popular é a favor do Metro de Superfície. Durante as eleições autárquicas, em Dezembro de 2001, a câmara de Miranda do Corvo, que passou para o Partido Social Democrata, a nova autarca defendeu a manutenção da bitola ibérica no ramal, de forma a mantê-lo unido à restante rede ferroviária. Na Câmara de Coimbra, que também mudou do Partido Socialista para o Partido Social Democrata, o presidente sugeriu o uso de via algaliada no ramal, ou seja, 3 carris, de forma a possibilitar tanto a circulação das composições do metro de superfície como do comboio. A direcção do Metro do Mondego respondeu que o novo material circulante iria precisar de bitola própria, e que para as obras de transformação do ramal este teria de ficar encerrado durante cerca de 2 a 3 anos.
O presidente da Comissão de Coordenação da Região Centro alertou que os fundos comunitários para a construção do metro de superfície, no valor de 27 milhões de contos, tinham prazos de aplicação que precisavam de ser cumpridos, e que se visse que o projecto não estava a avançar, iria em vez disso empregar aquele montante no desenvolvimento da rede rodoviária, de forma a não o perder.
Após o acidente de 2002, o presidente da Câmara da Lousã, autarquia que em conjunto com as de Coimbra e Miranda do Corvo fazem parte do consórcio do Metro do Mondego, reafirmou a sua determinação em concretizar o projecto do metro de superfície. Esta também foi a opinião do secretário de Estado dos Transportes, Rui Cunha, que declarou que o governo não poderia ser acusado de falta de investimento como um dos factores do acidente, porque já em breve se iria lançar o anteprojecto para o Metro do Mondego.
Em 2009 iniciou-se o projecto de conversão do ramal num metropolitano de superfície, denominado Metro [do] Mondego, tendo sido implementadas as infraestruturas de apoio ao transporte rodoviário, que substituiu o transporte ferroviário durante a conversão.
A adaptação da via para sistema de metropolitano de superfície iniciou-se em 2 de Dezembro de 2009, entre Serpins e Alto de São João. 
O projecto do Metro do Mondego é oposto pelo Movimento de Defesa do Ramal da Lousã, um grupo que defende a modernização do material circulante e infra-estruturas no ramal. Este grupo exige, ainda, o calendário das obras de requalificação, e garantias de qualidade nos transportes alternativos.
No dia 4 de Janeiro de 2010 foi encerrado o tráfego ferroviário neste ramal, passando o serviço a ser assegurado por autocarros.
Em 6 de dezembro de 2014, o primeiro-ministro, Pedro Passos Coelho, assumiu, em Miranda do Corvo, o compromisso de candidatar ao novo quadro comunitário de apoio uma solução de mobilidade para o ramal ferroviário da Lousã, que está desativado.
O lanço restante do Ramal da Lousã, entre Coimbra-B e Coimbra-A, foi encerrado em 12 de Janeiro de 2025, medida que provocou protestos por parte da população.

## Leitura recomendada
- CARVALHO, Fernando dos Santos (2011). A Linha da Lousã. Lousã: Câmara Municipal da Lousã. 130 páginas. ISBN 978-972-8572-14-3
- DIAS, Manuel Fernandes (2006). A história do caminho-de-ferro de Arganil. Lousã: Gráfica Moderna. 136 páginas. ISBN 978-972-8572-14-3
- FERNANDES, Liliana;  et al. (1993). O Ramal da Lousã. Coimbra: Comissão de Coordenação da Região Centro
- LEMOS, Álvaro V. (2001). A Lousã e o seu Concelho. Lousã: Câmara Municipal da Lousã. 169 páginas. ISBN 972-8572-02-6
- SILVA, Dário (2009). A Linha da Lousã – Fotografia. Lousã: Câmara Municipal da Lousã. ISBN 978-972-8572-14-3